# Mont Owen (Wyoming)
Le mont Owen (Mount Owen en anglais) est une montagne située dans le parc national de Grand Teton au nord-ouest du Wyoming aux États-Unis. En termes de hauteur, il s'agit de la seconde plus haute montagne du parc national après le Grand Teton. La montagne appartient à la chaîne Teton, le plus jeune massif des montagnes Rocheuses.

## Toponymie

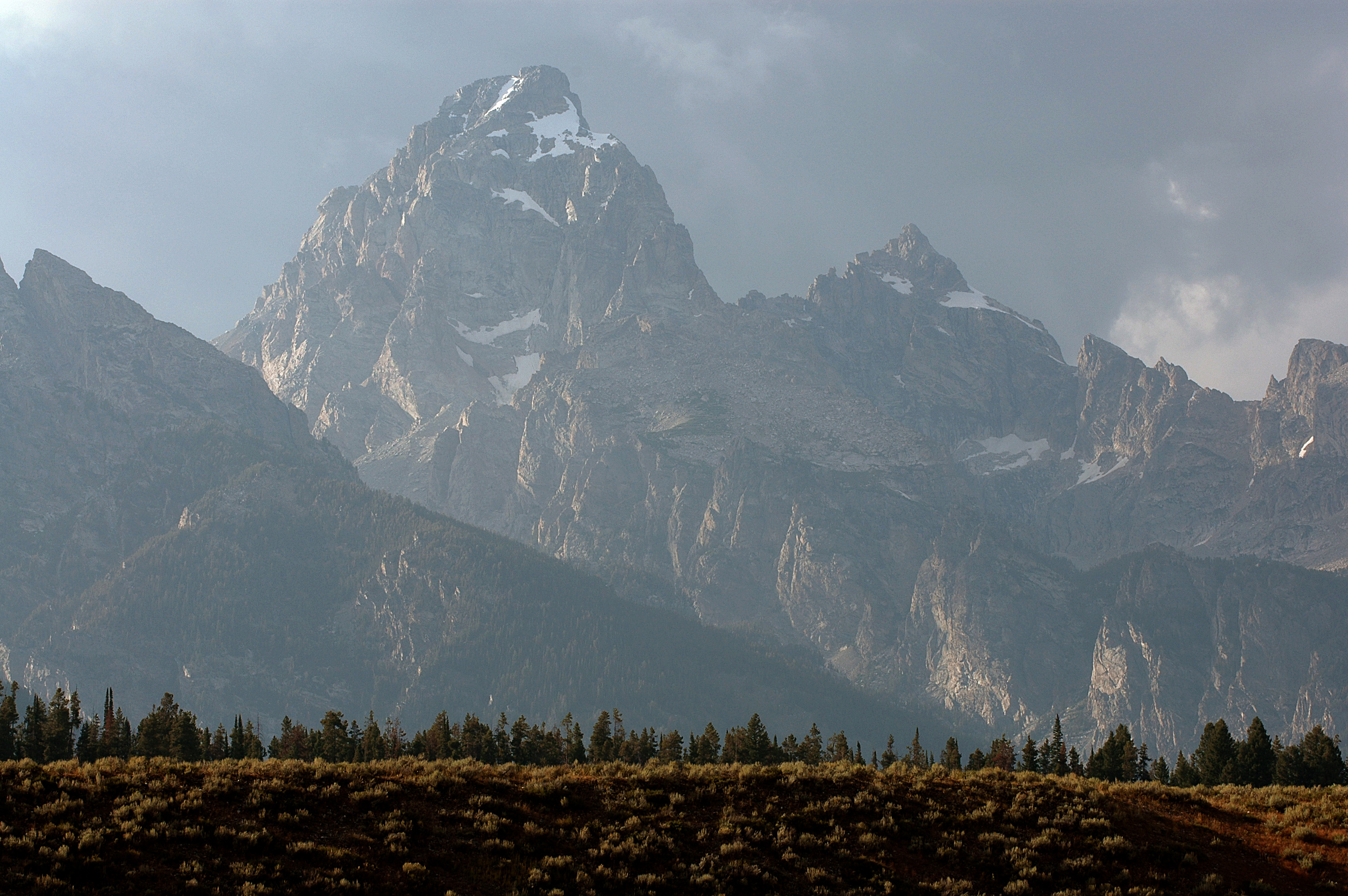
Grand Teton au centre et mont Owen à sa droite.

Le pic est nommé en l'honneur de William O. Owen, le premier à avoir gravi le proche et imposant Grand Teton en 1898.

## Histoire
Après deux tentatives avortées en 1927 et 1928, la montagne fut gravie pour la première fois en 1930 ce qui fait d'elle une des dernières du massif à avoir été escaladée.